# Toxiclionella
Toxiclionella là một chi ốc biển, là động vật thân mềm chân bụng sống ở biển trong họ Clavatulidae.

## Các loài
Các loài thuộc chi Toxiclionella bao gồm:
- Toxiclionella elstoni (Barnard, 1962)[2]
- Toxiclionella haliplex (Bartsch, 1915)[3]
- Toxiclionella impages (Adams & Reeve, 1848)[4]
- Toxiclionella tumida (Sowerby II, 1870)[5]